# برایتنگوسباخ
برایتنگوسباخ (به آلمانی: Breitengüßbach) یک شهر در آلمان است که در بامبرگ واقع شده‌است. برایتنگوسباخ ۴٬۵۷۵ نفر جمعیت دارد.